# لی ۹۵۴
سیارک ۹۵۴ (به انگلیسی: 954 Li، نامگذاری:1921JU) نهصد و پنجاه و چهارمین سیارک کشف شده‌است که در ۴ اوت ۱۹۲۱ و در هایدلبرگ کشف شد.
قدر مطلق سیارک برابر ۹٫۹۴ است.